# AWA世界タッグチーム王座
AWA世界タッグチーム王座（AWAせかいタッグチームおうざ、AWA World Tag Team Championship）は、アメリカン・レスリング・アソシエーション（以下「AWA」と略）が認定するプロレスのタッグ王座の一つである。かつてはNWA、WWFとならび「世界三大タッグ王座」と言われていたタイトルである。
1999年にAWAスーパースターズによって同名のタイトルが復活しているが、それについてはAWA世界タッグ王座（AWAスーパースターズ版）の項参照。

## 歴史
元々はバーン・ガニアがプロモートしていたNWAのミネアポリス地区で認定されたNWA世界タッグ王座（ミネアポリス版）であったが、1960年5月にガニアがNWAから脱退してAWAを設立。同月、ミネアポリス版のNWA世界タッグ王者であったタイニー・ミルズ&スタン・コワルスキーを、NWA脱退後（AWA設立後）も引き続き初代AWA世界タッグ王者として認定。以降、ディック・ザ・ブルーザー&クラッシャー・リソワスキー、ロード・ウォリアーズ（ロード・ウォリアー・アニマル&ロード・ウォリアー・ホーク）など、プロレス史に名を残す数々の強豪タッグチームが戴冠して、その権威を高めた。
日本でも、1970年代から1980年代中盤にかけてのAWAと提携していた国際プロレスと全日本プロレスにおいて、マッドドッグ・バション&ブッチャー・バション、レイ・スティーブンス&ニック・ボックウィンクル、グレッグ・ガニア&ジム・ブランゼル、ロード・ウォリアーズなどの王者チームによって防衛戦が行われていた。
AWAの末期にはミッドナイト・ロッカーズ（マーティ・ジャネッティ&ショーン・マイケルズ）などの新世代が戴冠していた。
1991年にAWAの活動停止に伴い封印された。

## 歴代王者
| 歴代   | タッグチーム                                                                       | 戴冠回数 | 獲得日付       | 獲得場所 （対戦相手・その他）      |
| ------ | ---------------------------------------------------------------------------------- | -------- | -------------- | ---------------------------------- |
| 初代   | マーダーInc. （タイニー・ミルズ & スタン・コワルスキー）                           | 1        | 1960年8月      | 不明 AWAから指名                   |
| 第2代  | ハードボイルド・ハガティ & レニー・モンタナ / ジン・キニスキー                     | 1        | 1960年10月4日  | ミネソタ州ミネアポリス             |
| 第3代  | レオ・ノメリーニ & ウイルバー・スナイダー                                          | 1        | 1961年5月23日  | ミネソタ州ミネアポリス             |
| 第4代  | ハードボイルド・ハガティ (2) & ジン・キニスキー (2)                                | 2        | 1961年7月19日  | ミネソタ州セントポール             |
| 第5代  | ハードボイルド・ハガティ (3) & ボブ・ガイゲル                                      | 1        | 1961年9月26日  | ミネソタ州セントポール             |
| 第6代  | パット・ケネディ & デール・ルイス                                                  | 1        | 1961年11月16日 | ミネソタ州ロチェスター             |
| 第7代  | ボブ・ガイゲル (2) & オットー・フォン・クラップ                                    | 1        | 1961年11月23日 | ミネソタ州ロチェスター             |
| 第8代  | ラリー・ヘニング & デューク・ホフマン                                              | 1        | 1962年1月15日  | ミネソタ州セントポール             |
| 第9代  | ボブ・ガイゲル (3) & スタン・コワルスキー (2)                                      | 1        | 1962年2月13日  | ミネソタ州ミネアポリス             |
| 第10代 | アート・ニールソン & スタン・ニールソン                                            | 1        | 1962年4月      | オハイオ州シンシナティ             |
| 第11代 | Mr. High & Mr. Low （ダグ・ギルバート & ディック・スタインボーン）                 | 1        | 1962年12月16日 | ミネソタ州セントポール             |
| 第12代 | イワン・カルミコフ & カロル・カルミコフ                                            | 1        | 1963年1月1日   | ミネソタ州ミネアポリス             |
| 第13代 | ザ・クラッシャー & ディック・ザ・ブルーザー                                        | 1        | 1963年8月20日  | ミネソタ州ミネアポリス             |
| 第14代 | バーン・ガニア & ムース・エバンス                                                  | 1        | 1964年2月9日   | ミネソタ州ミネアポリス             |
| 第15代 | ザ・クラッシャー (2) & ディック・ザ・ブルーザー (2)                                | 2        | 1964年2月23日  | ミネソタ州セントポール             |
| 第16代 | ラリー・ヘニング (2) & ハーリー・レイス                                            | 1        | 1965年1月30日  | ミネソタ州ミネアポリス             |
| 第17代 | ザ・クラッシャー (3) & バーン・ガニア (2)                                          | 1        | 1965年7月24日  | ミネソタ州ミネアポリス             |
| 第18代 | ラリー・ヘニング (3) & ハーリー・レイス (2)                                        | 2        | 1965年8月7日   | ミネソタ州ミネアポリス             |
| 第19代 | ザ・クラッシャー (4) & ディック・ザ・ブルーザー (3)                                | 3        | 1966年5月28日  | ミネソタ州ミネアポリス             |
| 第20代 | ラリー・ヘニング (4) / ハーリー・レイス (3) & クリス・マルコフ                     | 3        | 1967年1月6日   | イリノイ州シカゴ                   |
| 第21代 | パット・オコーナー & ウイルバー・スナイダー (2)                                    | 1        | 1967年11月10日 | イリノイ州シカゴ                   |
| 第22代 | ミツ荒川 & ドクター・モト                                                          | 1        | 1967年12月2日  | イリノイ州シカゴ                   |
| 第23代 | ザ・クラッシャー (5) & ディック・ザ・ブルーザー (4)                                | 4        | 1968年12月28日 | イリノイ州シカゴ                   |
| 第24代 | マッドドッグ・バション & ブッチャー・バション                                      | 1        | 1969年8月30日  | イリノイ州シカゴ                   |
| 第25代 | レッド・バスチェン & ヘラクレス・コルテス / ザ・クラッシャー (6)                   | 1        | 1971年5月15日  | ウィスコンシン州ミルウォーキー     |
| 第26代 | ニック・ボックウィンクル & レイ・スティーブンス                                    | 1        | 1972年1月20日  | コロラド州デンバー                 |
| 第27代 | バーン・ガニア (3) & ビル・ロビンソン                                              | 1        | 1972年12月30日 | ミネソタ州ミネアポリス             |
| 第28代 | ニック・ボックウィンクル (2) & レイ・スティーブンス (2)                            | 2        | 1973年1月6日   | ミネソタ州セントポール             |
| 第29代 | ザ・クラッシャー (7) & ビル・ロビンソン (2)                                        | 1        | 1974年7月21日  | ウィスコンシン州グリーンベイ       |
| 第30代 | ニック・ボックウィンクル (3) & レイ・スティーブンス (3)                            | 3        | 1974年10月24日 | カナダ・マニトバ州ウィニペグ       |
| 第31代 | ザ・クラッシャー (8) & ディック・ザ・ブルーザー (5)                                | 5        | 1975年8月16日  | イリノイ州シカゴ                   |
| 第32代 | ブラックジャック・ランザ & ボビー・ダンカン                                        | 1        | 1976年7月23日  | イリノイ州シカゴ                   |
| 第33代 | ハイ・フライヤーズ （グレッグ・ガニア & ジム・ブランゼル）                         | 1        | 1977年7月7日   | カナダ・マニトバ州ウィニペグ       |
| 第34代 | レイ・スティーブンス (4) & パット・パターソン                                      | 1        | 1978年9月23日  | 不明 AWAから指名                   |
| 第35代 | バーン・ガニア (4) & マッドドッグ・バション (2)                                    | 1        | 1979年6月6日   | カナダ・マニトバ州ウィニペグ       |
| 第36代 | イースト・ウエスト・コネクション （アドリアン・アドニス & ジェシー・ベンチュラ）   | 1        | 1980年7月20日  | コロラド州デンバー                 |
| 第37代 | ハイ・フライヤーズ (2) （グレッグ・ガニア & ジム・ブランゼル）                     | 2        | 1981年6月14日  | ウィスコンシン州グリーンベイ       |
| 第38代 | ザ・シークス （ケン・パテラ & ジェリー・ブラックウェル）                           | 1        | 1983年6月26日  | ミネソタ州ミネアポリス             |
| 第39代 | ザ・クラッシャー (9) & バロン・フォン・ラシク                                      | 1        | 1984年5月6日   | ウィスコンシン州グリーンベイ       |
| 第40代 | ロード・ウォリアーズ （ロード・ウォリアー・アニマル & ロード・ウォリアー・ホーク） | 1        | 1984年8月25日  | ネバダ州ラスベガス                 |
| 第41代 | ジミー・ガービン & スティーブ・リーガル                                            | 1        | 1985年9月29日  | ミネソタ州セントポール             |
| 第42代 | カート・ヘニング & スコット・ホール                                                | 1        | 1986年1月18日  | ニューメキシコ州アルバカーキ       |
| 第43代 | ダグ・サマーズ & バディ・ローズ                                                    | 1        | 1986年5月17日  | インディアナ州ハモンド             |
| 第44代 | ミッドナイト・ロッカーズ （マーティ・ジャネッティ & ショーン・マイケルズ）         | 1        | 1987年1月27日  | ミネソタ州セントポール             |
| 第45代 | ボリス・ズーコフ / ダグ・サマーズ (2) & ソルダット・ユスティノフ                   | 1        | 1987年5月25日  | カリフォルニア州レイク             |
| 第46代 | ビル・ダンディー & ジェリー・ローラー                                              | 1        | 1987年10月11日 | テネシー州メンフィス               |
| 第47代 | ドクターD & ヘクター・ゲレロ                                                       | 1        | 1987年10月19日 | テネシー州メンフィス               |
| 第48代 | ジェリー・ローラー (2) & ビル・ダンディー (2)                                      | 2        | 1987年10月26日 | テネシー州メンフィス               |
| 第49代 | ミッドナイト・エクスプレス （デニス・コンドリー & ランディ・ローズ）               | 1        | 1987年10月30日 | ウィスコンシン州ホワイトウォーター |
| 第50代 | ミッドナイト・ロッカーズ (2) （マーティ・ジャネッティ & ショーン・マイケルズ）     | 2        | 1987年12月27日 | ネバダ州ラスベガス                 |
| 第51代 | バッド・カンパニー （パット・タナカ & ポール・ダイヤモンド）                       | 1        | 1988年3月19日  | ネバダ州ラスベガス                 |
| 第52代 | オリンピアンズ （ケン・パテラ (2) & ブラッド・レイガンズ）                         | 1        | 1989年3月25日  | ミネソタ州ロチェスター             |
| 第53代 | デストラクション・クルー （ウェイン・ブルーム & マイク・イーノス）                 | 1        | 1989年10月1日  | ミネソタ州ロチェスター             |
| 第54代 | ザ・トルーパー & DJピーターソン                                                    | 1        | 1990年8月11日  | ミネソタ州ロチェスター             |